# Hans Bol

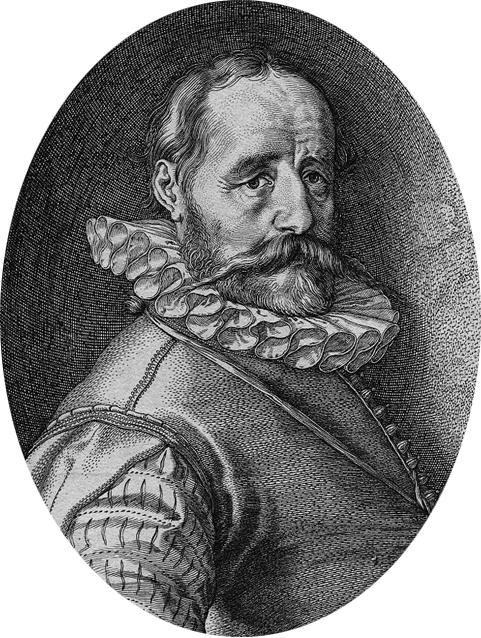
Hans Bol.

Hans Bol, född 1534 och död 1593, var en flamländsk landskapsmålare.
Föräldrarna var Simon Bol Bol och Catharina van der Stock. Under åren 1548-1549 ägnade han sig i Mechelen i teknik för målning med vattenfärger på duk. Lärarna var hans farbror Johannes och Jacob Bol. Hans Bol bodde cirka 1551 och 1552 i Heidelberg men 1553 var han åter tillbaka i Mechelen. Där blev han 1560 medlem i stadens målargille.
Hans Bols landskapsbilder i akvarellteknik var efterfrågade. Framgången fick dock ett abrupt slut genom den spanska invasionen (hertigen av Alba skräckvälde) och han tvingade1572 fly till Antwerpen. Vid plundringen av Mechelen förlorade han sina ägodelar. Som utfattig flykting begränsade han sitt konstnärskap till miniatyrmålningar. Framgången med dessa gjorde emellertid honom åter känd och 1574 blev han medlem i Antwerpens Lukasgille. 1575 erhöll han borgerskap i staden. I hans Antwerpenateljé hade han troligtvis ett flertal anställda. 
1584 lämnade han Antwerpen för att leva två år i Dordrecht, sedan i Delft. Slutligen flyttade han till Amsterdam, där han 1591 fick borgerskap.
Hans Bol dog 1593 och begravdes den 30 november i Oude Kerk i Amsterdam. Han var gift men äktenskapet blev barnlöst. Hans till eftervärlden kända elever var hans styvson Frans Boel, Jacob Maertensz Savery och Joris Hoefnagel. Hans bror Jacob Bol och hans söner var också målare.
Hans Bol utförde i olja, men främst i akvarell, små ljusgröna, fintoniga landskapsbilder, varav flera i dag finns i Dresdengalleriet. Två större tavlor med klassiskt staffage finns i Nationalmuseum och även i Köpenhamns konstmuseum är Bol representerad.

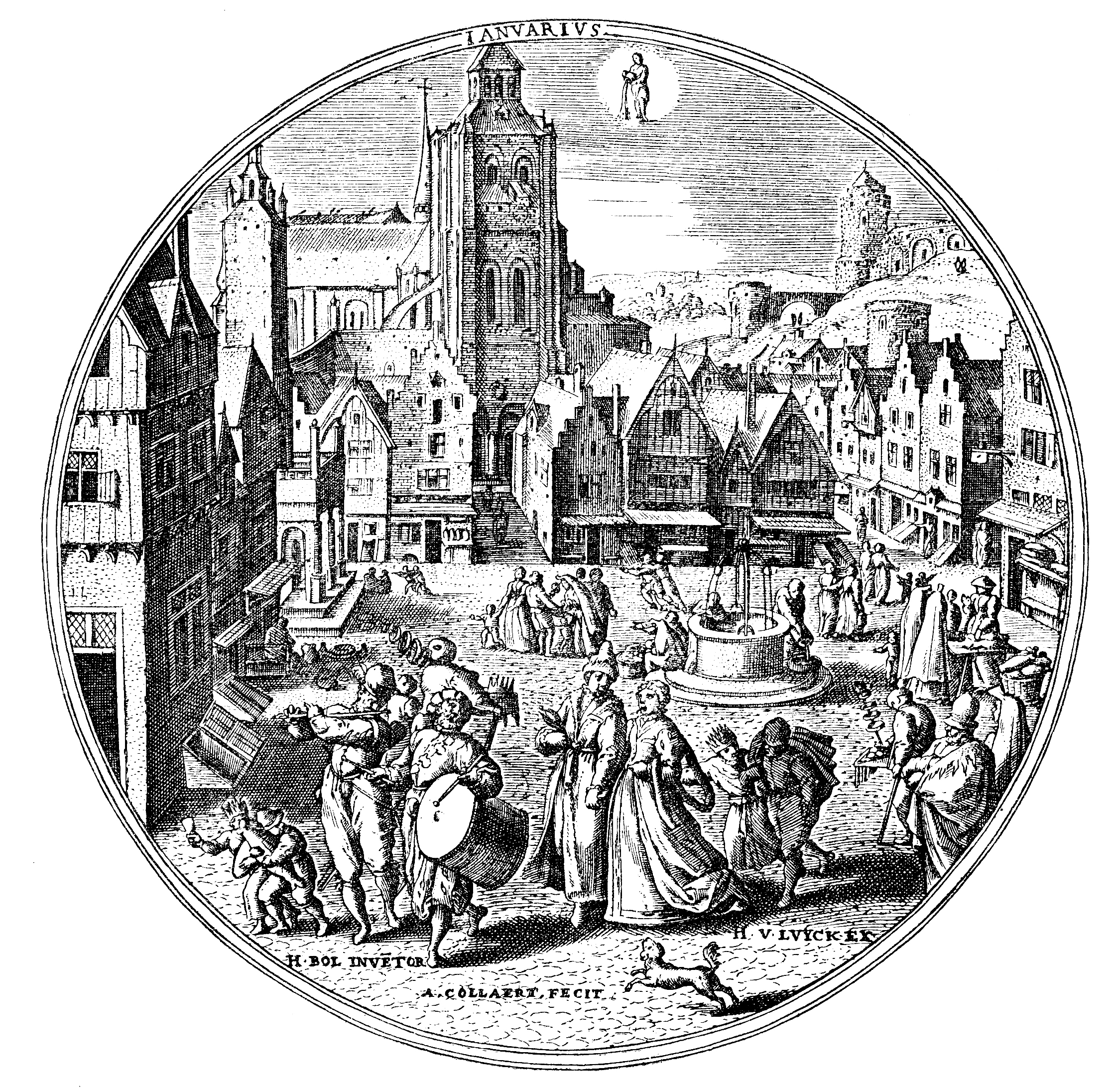
"De tolv månaderna", Januari.
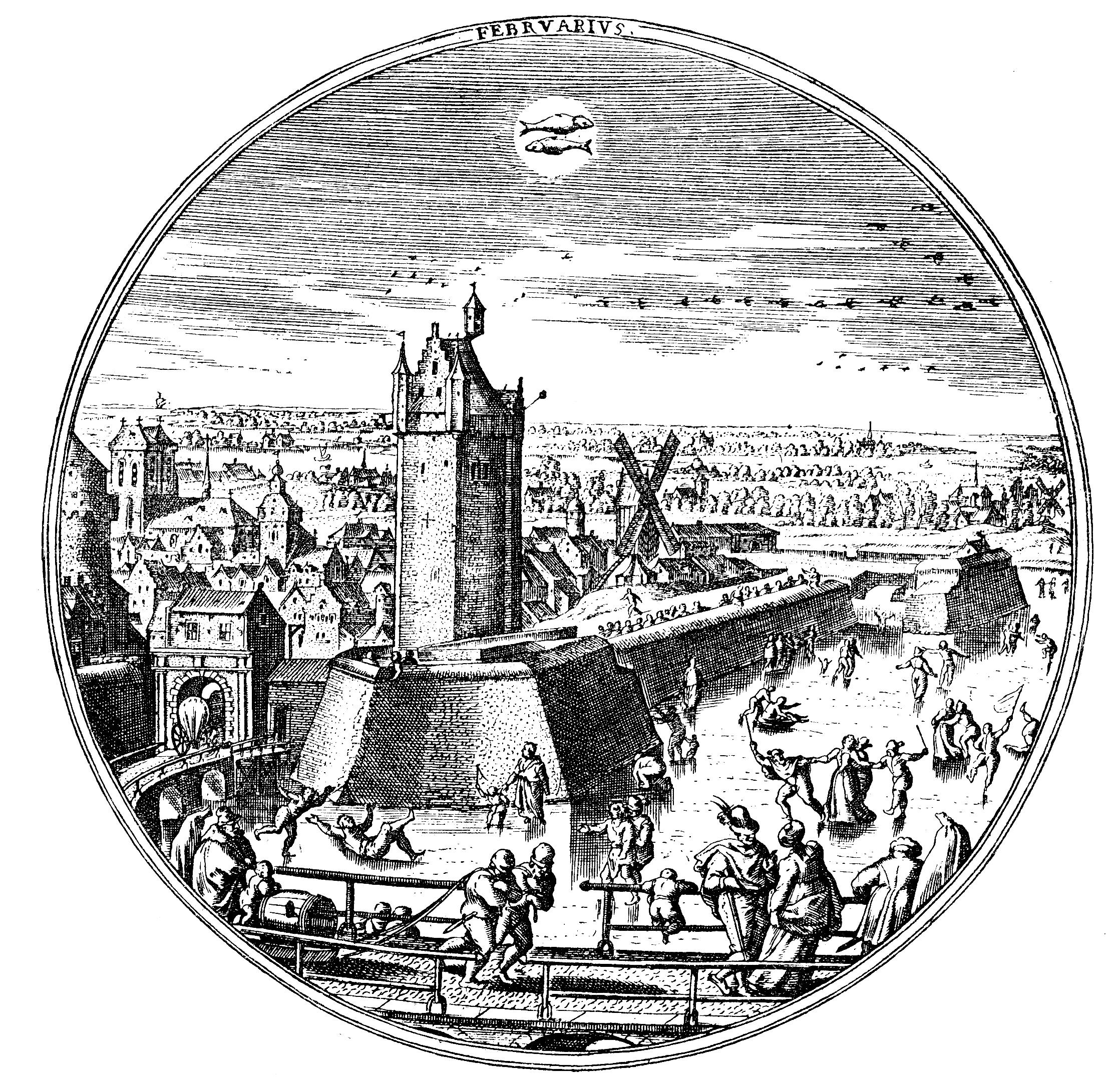
"De tolv månaderna", Februari.
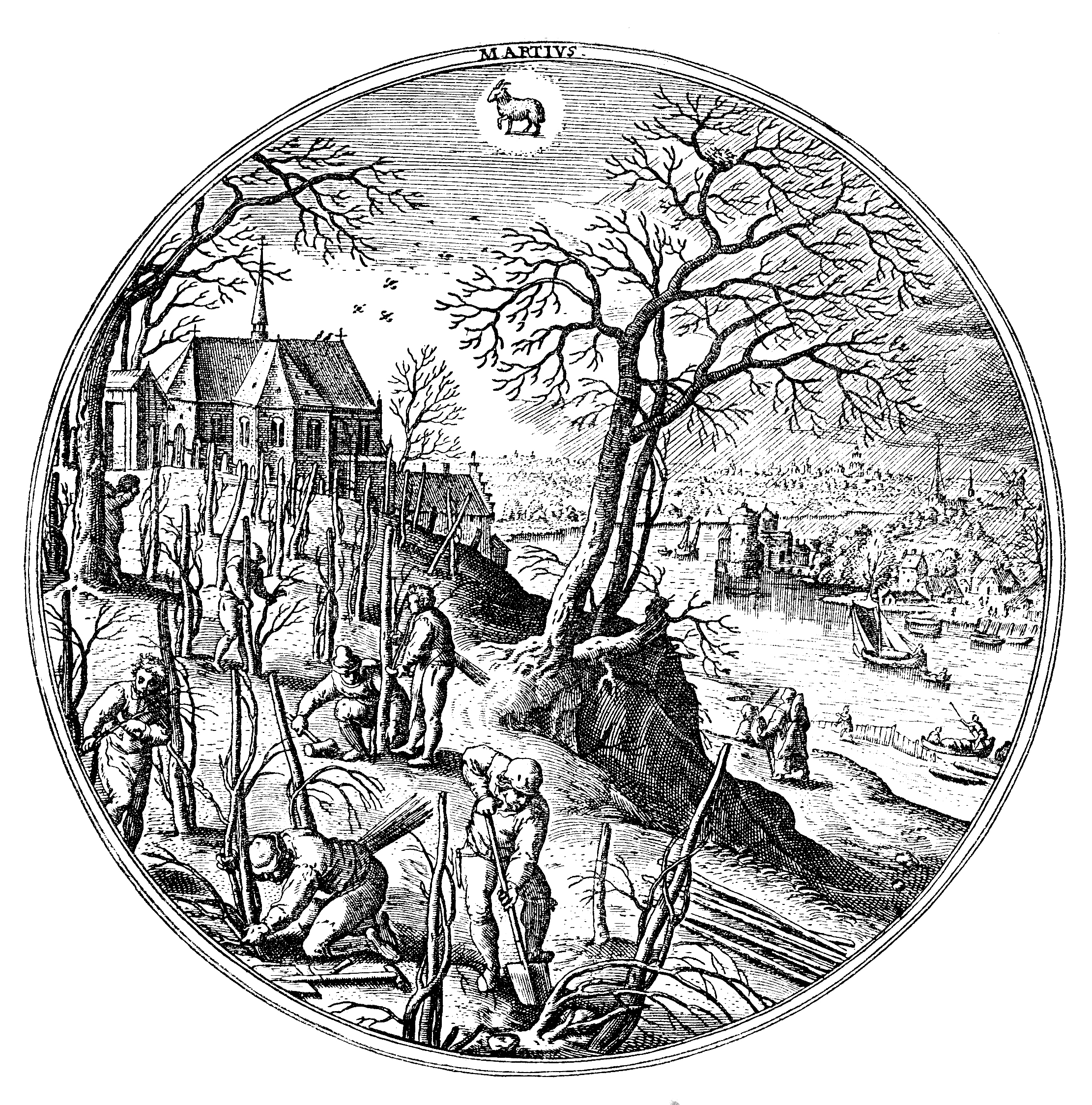
"De tolv månaderna", Mars.
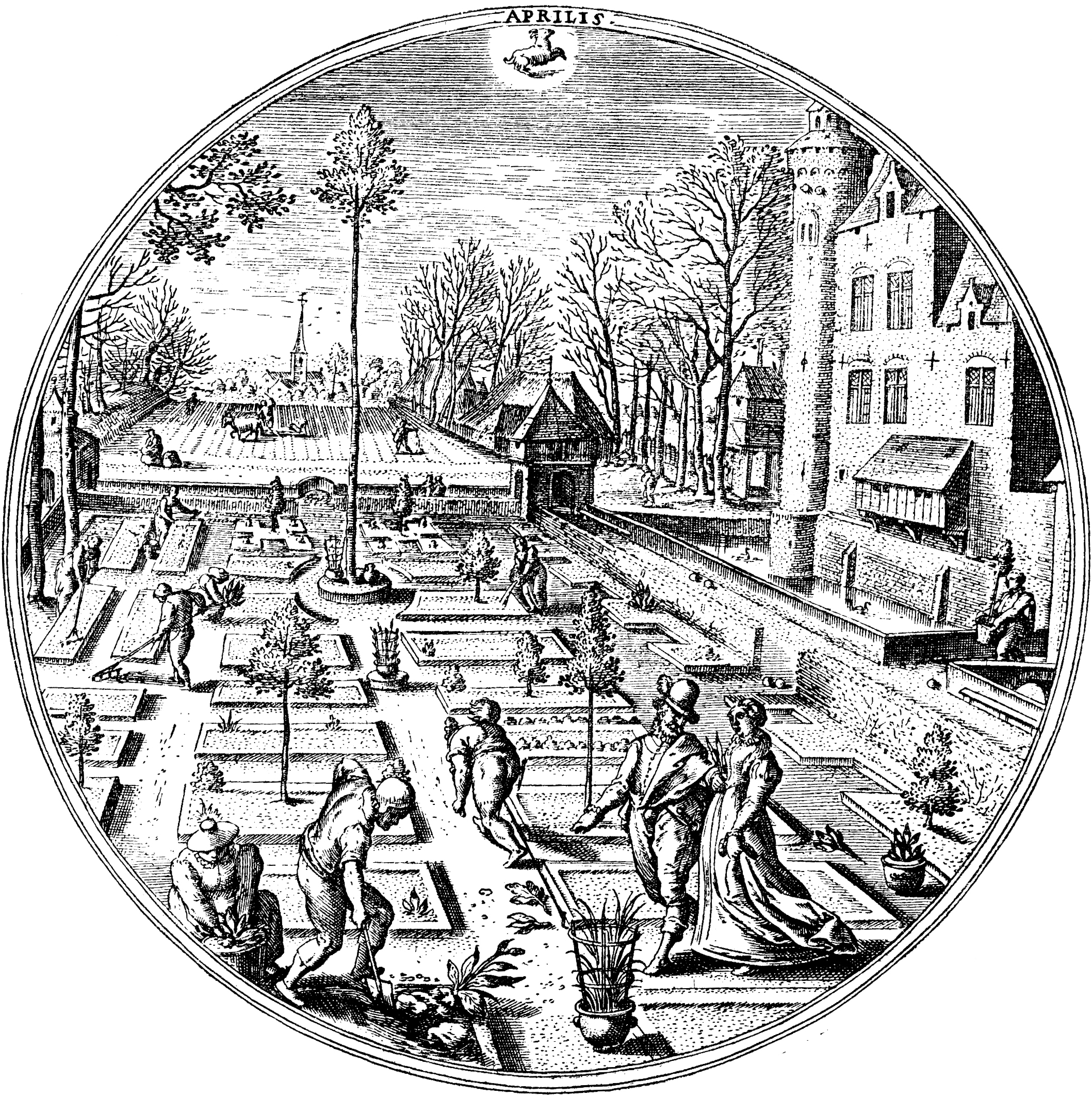
"De tolv månaderna", April.
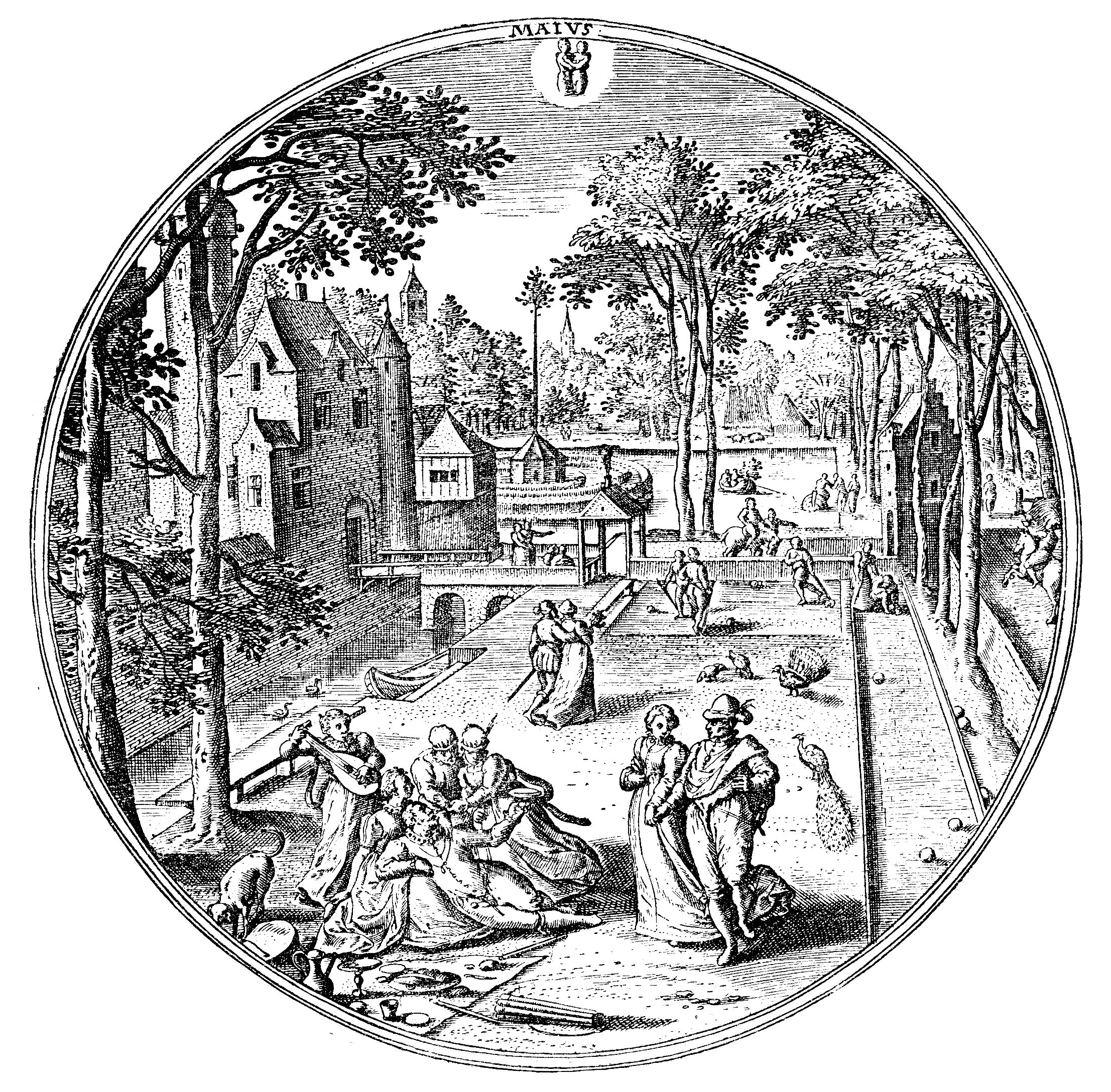
"De tolv månaderna", Maj.
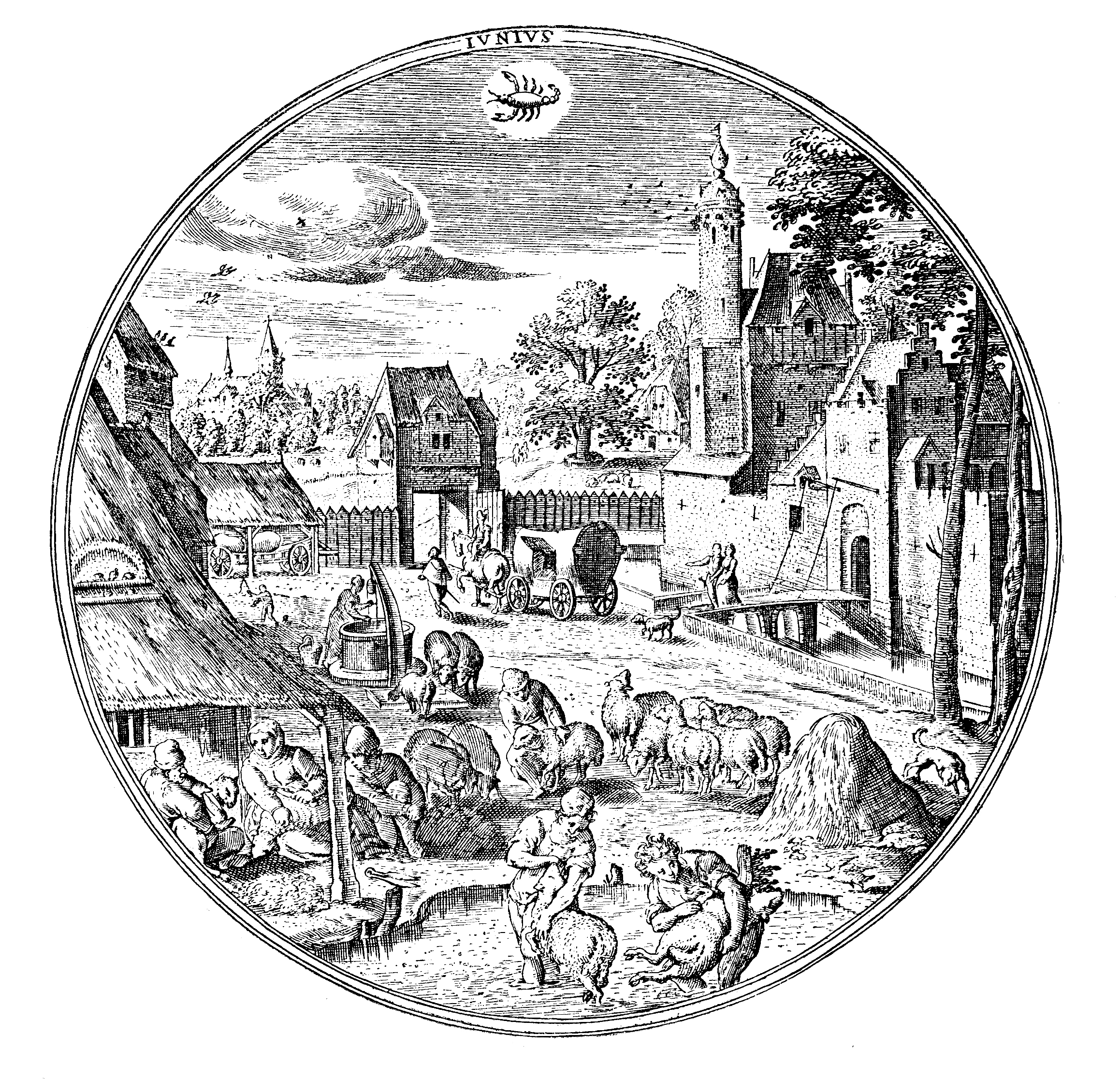
"De tolv månaderna", Juni.